# United Sabah National Organisation
Die United Sabah National Organisation (USNO) war eine politische Partei im malaysischen Bundesstaat Sabah. Die Partei wurde durch Tun Mustapha, dem dritten Ministerpräsidenten von Sabah gegründet. Die Partei bildete nach ihrem Sieg bei den Wahlen in Sabah 1967 die Regierung des Bundesstaats. USNO regierte unter der Führung von Tun Mustapha bis 1975 und danach bis 1976 unter der Führung von Mohamad Said Keruak.
Vor der Gründung Malaysias am 16. September 1963 spielte die USNO zusammen mit der von Tun Fuad Stephens geführten UPKO (United Pasokmomogun Kadazandusun Organisation) eine zentrale Rolle bei den Verhandlungen zur Unabhängigkeit von der Britischen Kolonialregierung.
1975 verließ Harris Salleh, der Generalsekretär der USNO, die Partei und gründete zusammen mit der UPKO die Partei BERJAYA. Die neue Partei schlug USNO bei den Wahlen in Sabah 1976 und stellte bis 1985 die Regierung des Bundesstaats. Bei den Wahlen in den Jahren 1981, 1985, 1986 und 1990 gelang es USNO trotzdem, einige Mandate in der gesetzgebenden Versammlung von Sabah zu gewinnen, allerdings niemals genug, um wieder eine Regierung bilden zu können.
1990 verbündete sich USNO mit Harris’ BERJAYA und bildete ab diesem Zeitpunkt den Ableger der Partei United Malays National Organisation (UMNO) in Sabah. Tun Mustapha wurde der erste Präsident der Sabah UMNO.